# عبد الرؤوف الكسم
عبد الرؤوف الكسم (ولد 1932 م) مهندس وأكاديمي وسياسي سوري بعثي، شغل منصب رئيس وزراء سورية من 1980 إلى 1987، في عهد الرئيس حافظ الأسد. تولى رئاسة الوزراء خلَفًا لمحمد علي الحلبي، وخلَفه في المنصب محمود الزعبي.

## النشأة والتعليم
ولد عبد الرؤوف الكسم في دمشق عام 1932، لأسرة دمشقية معروفة، فوالده الشيخ عطاء الله الكسم كان مفتيَ الديار الشامية منذ عام 1918 حتى عام 1938.
درس عبد الرؤوف وتخرَّج في كلِّية الهندسة المعمارية بجامعة جنيف في سويسرا.

## الحياة المهنية
كان أستاذاً للهندسة المعمارية جامعة دمشق، ثم عميدا لكليتي العمارة والفنون، ثم محافظاً لدمشق من 1979 وحتى عام 1980 وكان عضواً في حزب البعث. شغل منصب رئيس وزراء سوريا من 9 كانون الثاني 1980 إلى 1 تشرين الثاني 1987 تحت رئاسة حافظ الأسد. وبتمتعه بدعم كامل من الرئيس الأسد حاول الكسم إنهاء الفساد من قبل كبار الضباط إلا أن صدامه مع وزير الدفاع آنذاك مصطفى طلاس قاد إلى إقالته من منصبه عام 1987. بعد تركه منصبه شغل منصب رئيس مكتب الأمن القومي حتى عام 2000.

## روابط خارجية
- عبد الرؤوف الكسم على موقع أرشيف الشارخ.
- عبد الرؤوف الكسم على موقع مونزينجر (الألمانية)
- رئاسة مجلس الوزراء نسخة محفوظة 29 نوفمبر 2014 على موقع واي باك مشين..

| سبقه محمد علي الحلبي | رئيس وزراء سوريا 9 كانون الثاني 1980 - 1 تشرين الثاني 1987 | تبعه محمود الزعبي |